# Hahnenkampf (Album)
Hahnenkampf ist das zweite Studioalbum der Berliner Hip-Hop-Formation K.I.Z. Es erschien am 24. August 2007 über das Label Royal Bunker. Am selben Tag fand im Maria am Ostbahnhof die Record Release Party statt, auf welcher K.I.Z. das Album präsentierten und einige Lieder daraus live spielten. 2008 wurde der Tonträger wiederveröffentlicht, inklusive des Bonussongs Hölle. Im gleichen Jahr erschien außerdem das zugehörige Live-Album Hahnenkampf Live.

## Entstehung
Da das Independent-Label Royal Bunker sonst nur geringe Tonträger-Auflagen produziert, wurde für die Publikation von Hahnenkampf das Major-Label Universal mit ins Boot geholt. Anstelle der Hip-Hop-Abteilung kümmerte sich die Rockabteilung um die Band.

„Wir haben einfach einen sehr guten Manager und einen sehr guten Labelchef, die sich beide da rein gehängt und das Beste für uns rausgeholt haben. Die Sache mit der Rockabteilung ist einfach die, dass wir denen besser gefallen haben und letztendlich verstehen wir uns gut mit denen und die verstehen anscheinend was wir machen. Meistens jedenfalls.“

Der Albumtitel Hahnenkampf wurde laut Interpretation der Band wegen eines Wortspiels gewählt. Die direkte Übersetzung lautet „Cockfight“, zurückübersetzt kann es wiederum „Schwanzkampf“ bedeuten. Andererseits wird die Hip-Hop-Szene, aufgrund ihrer Aggressivität, von K.I.Z. oft auch als Hahnenkampf bezeichnet.

## Produktion und Samples
Der Londoner Produzent Tai Jason steuerte die Beats zu Geld essen (Ausgestopfte Rapper), Hahnenkampf, Ellbogengesellschaft (Pogen) und Seekuh bei. Das Produzentenduo Wassbass, zu dem Nico von K.I.Z. selbst gehört, produzierte die Tracks Lass uns feiern (RMX), Pauch It, Herbstzeitblätter, Neuruppin und Der durch die Tür Geher, während die Beats zu Spasst, 11. Plage und Der Schöne und das Biest von Biztram stammen. Außerdem produzierte Mach One den Track Klassenfahrt und Sti ist für Wenn es brennt verantwortlich. Zwei weitere Lieder (Walpurgisnacht und Klassenfahrt (Flashgordon RMX)) wurden von Flashgordon produziert. Der Beat zu Böhses Mädchen wurde von Coom geschaffen und MC Motherfucker, ehemaliges Mitglied der Punkband Terrorgruppe, produzierte das Stück Schwarz, Rot, Geld in Zusammenarbeit mit „Mr.T-Tom“ Bitume. Der Beat zu Hölle ist eine Gemeinschaftsproduktion von Tony Hendrik, K. Van Haaren und Kim Merz.
Das Lied Spasst enthält ein Sample des Songs Whoomp! (There It Is) der Hip-Hop-Band Tag Team und das Titelstück Hahnenkampf sampelt die Lieder The Prime Time of Your Life und Steam Machine der Houseformation Daft Punk. Außerdem enthält Neuruppin Elemente der Tracks The House of the Rising Sun von The Animals und Gunter Gabriels Es steht ein Haus im Kosovo. Des Weiteren ist der Beat von Der durch die Tür Geher entfernt an Los geht’s vom Vorgängeralbum Böhse Enkelz angelehnt, welcher selbst im Refrain die Originalversion und in den Versen das Instrumental von Let’s Go von Trick Daddy feat. Twista und Lil Jon nutzt.

## Illustration
Es gibt zwei verschiedene Cover, das Albumcover der ursprünglichen Version zeigt einen männlichen Oberkörper mit einer Hahnen-Maske auf weißem, das Cover des Re-Release auf schwarzem Hintergrund. In roter Schrift steht der Name des Interpreten darüber und in Gelb, an die Schriftart des Filmplakats von Uhrwerk Orange angelehnt, der Name des Albums darunter. Auch das Restdesign des Albums, etwa die Körperhaltung des Hahnes und der weiße Hintergrund weisen deutliche Parallelen zum Clockwork-Orange-DVD-Cover auf.
Eine spritzende Wunde, ein blutverschmierter Boden sowie fliegende Federn sind weitere Details.

## Gastbeiträge
Neben den drei Protagonisten sind auf acht Liedern des Albums andere Künstler vertreten. Der eng mit der Gruppe befreundete Rapper Massimo hat Gastbeiträge bei den Songs Böhses Mädchen und Pauch It, auf letzterem ist außerdem im Refrain der Gesang von Queen Mareen zu hören. MC Motherfucker wirkt bei Schwarz, Rot, Geld mit, während Kuba und Cannibal Rob Strophen auf dem Lied Neuruppin rappen. Außerdem ist der Gesang von Bina Kolada (Walpurgisnacht) und Leila (Seekuh) bei je einem Song zu hören. Der Refrain von Lass uns feiern (RMX) wird von Aret gesungen. Zudem ist das Die-Ärzte-Mitglied Bela B bei dem auf der Wiederveröffentlichung enthaltenen Lied Hölle zu hören.

## Titelliste
| #  | Titel                            | Gastmusiker                       | Produzent                                | Länge |
| -- | -------------------------------- | --------------------------------- | ---------------------------------------- | ----- |
| 1  | Geld essen (Ausgestopfte Rapper) |                                   | Tai Jason                                | 4:20  |
| 2  | Klassenfahrt                     |                                   | Mach One                                 | 3:08  |
| 3  | Spasst                           |                                   | Biztram                                  | 4:00  |
| 4  | Böhses Mädchen                   | Massimo                           | Coom                                     | 3:28  |
| 5  | Hahnenkampf                      |                                   | Tai Jason                                | 3:53  |
| 6  | Lass uns feiern (RMX)            | Aret                              | WassBass                                 | 3:14  |
| 7  | 11. Plage                        |                                   | Biztram                                  | 4:11  |
| 8  | Whirlpool (Skit)                 |                                   |                                          | 1:20  |
| 9  | Wenn es brennt                   |                                   | Sti                                      | 3:51  |
| 10 | Pauch It                         | Massimo und Queen Mareen (Gesang) | WassBass                                 | 5:02  |
| 11 | Der Schöne und das Biest         |                                   | Biztram                                  | 3:52  |
| 12 | Walpurgisnacht                   | Bina Kolada (Gesang)              | Flashgordon                              | 5:01  |
| 13 | Schwarz, Rot, Geld               | MC Motherfucker                   | A. Alert und T. Tom                      | 3:16  |
| 14 | Ellenbogengesellschaft (Pogen)   |                                   | Tai Jason                                | 3:41  |
| 15 | Herbstzeitblätter                |                                   | WassBass                                 | 3:58  |
| 16 | Seekuh                           | Leila (Gesang)                    | Tai Jason                                | 3:45  |
| 17 | Neuruppin                        | Kuba und Cannibal Rob             | WassBass                                 | 5:23  |
| 18 | Der durch die Tür Geher          |                                   | WassBass                                 | 4:04  |
| 19 | Klassenfahrt (Flashgordon RMX)   |                                   | Flashgordon                              | 3:08  |
| 20 | Hölle (Bonus-Track)              | Bela B                            | Tony Hendrik, K. Van Haaren und Kim Merz | 4:00  |

## Näheres zu den Liedern
Geld essen (Ausgestopfte Rapper)
Der Song ist die erste Singleauskopplung von Hahnenkampf, die am selben Tag wie das Album erschien. Im Video, das unter der Regie von Joern Heitmann gedreht wurde, inszenierten K.I.Z. einen Hahnenkampf zwischen Black-Metal-Fans, die Corpsepaint tragen und den Droogs aus Stanley Kubricks Film Uhrwerk Orange. Außerdem wird ein schwules Hip-Hop-Paar beim Zungenkuss gezeigt. Dies ist eine gewollte Provokation der Band, womit sich das Video stark von üblichen Hip-Hop-Videos unterscheidet und die eigene Zielgruppe vor den Kopf stößt.

„[…] wir dachten uns bloß, dass man mit so etwas Banalem wahrscheinlich viele Leute schocken kann, da Homophobie ja ein wichtiger Bestandteil des Deutschseins ist.“

Die Textzeile („Ich bin unbeliebt, seitdem ich beim Bunker unterschrieb, mach’ ich menschenverachtende Untergrundmusik“) ist eine Anspielung auf Funny van Dannens Lied „Menschenverachtende Untergrundmusik“.
Klassenfahrt
Das Lied stellt anhand einer Klassenfahrt die Probleme der Jugendgewalt dar und spielt gezielt auf die Geschehnisse der Rütli-Schule sowie den Amoklauf an der Columbine High School an. Weiter wird der Unterschied zwischen der Großstadt und dem Land überspitzt dargestellt („Wir aus der Hauptstadt haben euch das Feuer gebracht, nachts in deiner Scheune hast du’s mit den Schweinen gemacht“). Auf dem Album existieren zwei Versionen, die sich nur im Beat (dem Flashgordon Remix) unterscheiden.
Spasst
Der Song ist die zweite Singleauskopplung des Albums und wurde ebenfalls mit einem Video von Regisseur Joern Heitmann versehen. Die Textstelle in Nicos Part „Schubs’ mich nicht, weil ich am Abgrund stehe […]“ ist eine Referenz zum Lied The Message von Grandmaster Flash & the Furious Five, in dem es heißt „Don’t push me, cause I’m close to the edge!“.
Böhses Mädchen
Das Lied thematisiert die zunehmende Jugendgewalt unter Mädchen. Dabei bringen die Mitglieder von K.I.Z. zum Ausdruck, dass sie Beziehungen zu „bösen Mädchen“, welche sich über die Verhaltensweisen „normaler“ Frauen lustig machen, anstreben. Die unkorrekte Schreibweise des Titels ist an den Namen der Band Böhse Onkelz angelehnt und wurde von K.I.Z. bereits bei dem Titel ihres Mixtapes Böhse Enkelz aufgegriffen. Als Gastrapper ist Massimo in der ersten Strophe des Liedes vertreten. Eine Textstelle endet mit dem Sample „Wenn ich sterbe, dann zumindest mit dem Puller in ’ner Fotze“, welches aus dem Lied Pimplegionär von Kool Savas stammt. Auch zu diesem Song erschien ein Musikvideo, das Konzertaufnahmen der Band zeigt.
Hahnenkampf
Der Song ist das Titellied des Albums. Die Textstelle „Guten Tag, guten Tag, wir ham’ dein Leben gefickt“ ist eine Persiflage des Liedes Guten Tag der Band Wir sind Helden. Der Track selbst sollte auch erst Guten Tag heißen, das wurde dann aber geändert, da ein Song mit dem Albumtitel noch fehlte.
11. Plage
Der Titel ist eine Anspielung an die Zehn Plagen, welche laut der Bibel über Ägypten kamen. Die Textstelle „Ich hänge mit Torch an der Bar, wir langen Mädels an den Arsch“ ist eine Hommage an Torchs Lied Wir waren mal Stars, das die Band schon auf dem Mixtape Böhse Enkelz beim Song Wir werden jetzt Stars persiflierte.
Wenn es brennt
Der Song ist sozialkritisch und thematisiert in ironischer Weise Probleme wie das Ghetto („Im Ghetto mag dich jeder: Ein Euro Straßenfeger“), Migrationshintergründe („Schmeiß’ deine Lehre fort, begeh’ ’nen Ehrenmord“), Gleichberechtigung („Mädchen, du musst keine Ausbildung machen, du kannst dein Leben lang für einen Mann kochen und waschen“), Gewalt in der Familie („Fernsehen, Bier trinken, seine Frau schlagen“), Selbstmord („Spring aus dem Zehnten ins Glück, Bruder ich bete für dich“), Gewalt an Schulen („Rache für die Sechs in Mathe liegt in Papas Waffenschrank“), Drogen („Für jeden gibt es Arbeit hier, Bruder du kannst Koks ticken“), Arbeitslosigkeit („Du kannst dich langsam auf deinem Schuldenberg ausruhen“), Chancenlosigkeit („Glaub an dich, du wirst es schon nicht schaffen“), Homophobie („Brich’ die Schule ab, stich’ ein Schwulen ab“) und Antisemitismus („Auch du kannst ein Künstler sein, bemal’ ein Judengrab“). Der Track sollte erst Bleib’ liegen heißen, wurde dann aber zu Wenn es brennt umbenannt.
Pauch It
Ein Song über das Rauchen, der mit einem Zitat aus dem Film xXx – Triple X beginnt. Dabei werden die Folgen des Tabakkonsums in ironischer Weise dargestellt („Guck, wie ich Kippenstummel aufhebe, ich spare für die Lungenprothese“). Besonders auf die Problematik des Kettenrauchens wird angespielt („Ich rauche beim Sport, rauche beim Sex, natürlich beim Kacken auch“). Der Refrain beinhaltet unter anderem die Zeile: „Ich rauche gerne – bis ich sterbe“.
Der Schöne und das Biest
In Der Schöne und das Biest geht es um eher ungewöhnliche Beziehungen. Dabei wird im ersten Part die Beziehung zu einer obdachlosen Alkoholikerin dargestellt, wobei die Beziehung jedoch lediglich auf den sexuellen Aspekt reduziert wird („Denn ein Mann muss tun, was sein Schwanz tun will“). Der zweite Part beschreibt die Beziehung zu einer 80-jährigen Rentnerin. Auch hierbei wird das Thema mit schwarzem Humor angegangen („Der Krankenwagen hat eine Reifenpanne – Und du kommst langsam in die Leichenstarre“). Der letzte Part behandelt – in Anlehnung an die ersten beiden Parts, in denen es um Beziehungen zu als eher abstoßend empfundene Frauen geht – die Beziehung zu einem weiblichen Nazi. Gespickt mit Anspielungen („Das totale Glied“) und dem Umdeuten von faschistischer Rassenideologie („Ich erfülle das Klischee – schwarzer Riesenschwanz“), stellt dieser Part die sexuell motivierte Beziehung zwischen einer NPD-Wählerin und einem Antifaschisten dar.
Walpurgisnacht
Der Song handelt von einer Person, die in der Walpurgisnacht ihr Unwesen treibt. Besonders herausstechend sind die Textpassagen „Die Sonne scheint mir aus dem Arsch“ und „…setze meine Schweinekopfmaske auf“, welche den Rapper Sido parodieren, der meist mit einer Totenkopfmaske auftrat und in seinem Lied Mein Block den Satz: „… doch im MV scheint mir die Sonne aus’m Arsch“ rappt. Außerdem kann sich die Textpassage auf die Filmreihe Saw beziehen, wo sich der Kidnapper vor seiner Tat eine Schweinekopfmaske überzieht.
Ellenbogengesellschaft (Pogen)
Der Song erschien bereits am 29. Juni 2007 als E-Single und ist somit nur als Download erhältlich. Der Refrain des Liedes thematisiert den Pogo-Tanz, der seine Ursprünge in der Punkszene hat und in der Hip-Hop-Szene auch beim Crunk üblich ist. Die einzelnen Strophen setzen sich jedoch hauptsächlich aus humorvollen Wortspielen zusammen („Ich finde dich doch scheiße – Wo ist mein Finderlohn?“). Zu diesem Song wurde ebenfalls ein Musikvideo gedreht.
Herbstzeitblätter
Der Song parodiert flowmäßig wie auch textlich andere deutsche Rapper. Der Flow erinnert sehr an Kool Savas, Sentino und Snaga & Pillath und viele Textstellen sind von Ercandize („Es wird Zeit, dass ihr English learned“), Saad und Bushido („Guck dir diesen Jungen an“), Kollegah („Ich hab jetzt ein Batmobil“), Fler („Das Game in der Hand“) und Samy Deluxe („Der Unfickbare…“) direkt übernommen. Zudem ist die Passage „Wir strecken unsere Hände in Richtung der aufgehenden lilanen Sonne“ eine Anspielung auf das Video der Rapgruppe Die Fantastischen Vier zu ihrem Song Ernten was wir säen. Das Lied endet mit verschiedenen Sample-Ausschnitten von Songs der Headliners, Sentino, Massive Töne, Ercandize, sowie Toni-L. Darin werden bewusst unterdurchschnittliche Textstellen („Und jeder Satz trifft dich hart wie ’ne Kampfmaschine“) der genannten Künstler zitiert.
Der gesamte Text ist eine Parodie und setzt sich bewusst aus schlechten oder sinnlosen Vergleichen zusammen („Ich bin hart wie ein hartes Brot“; „Wir sind back, so als wär’n wir grad wiedergekommen“; „Und das Game brennt, wie wenn wir’s angezündet hätten“; „Ihr seid wie Schwule, ihr seht so wie Gays aus“). Des Weiteren finden sich Parodien z. B. auf die Schwulenfeindlichkeit („Es wird Zeit sich auch mal unter Männern an die Schwänze zu greifen“).
Neuruppin
Das Lied ist eine Coverversion der The House of the Rising Sun-Version von The Animals und Gunter Gabriels Es steht ein Haus im Kosovo. Der Titel wurde in „Ein Haus in Neuruppin“ abgewandelt. Es handelt von einem abgestumpften Ich-Erzähler, welcher am Wochenende Frauen umbringt. Der Liedtext enthält Parallelen zu den Taten Carl Großmanns, die jedoch nicht absichtlich entstanden sind. Vielmehr wurde die Band erst im Nachhinein auf die Geschichte Großmanns aufmerksam gemacht. Das Lied wurde als e-Single ausgekoppelt und ein interaktives Musikvideo dazu erstellt. Im Video selbst wird ein Bezug zu Großmann hergestellt.

„Nico sagt, das sei die beste Melodie, die je geschrieben worden ist, er wollte schon immer einen Beat daraus machen. Also hat er sich mit Grzegorz hingesetzt und das getan. Außer Grzegorz’ Klampfe gibt es übrigens noch eine von unserem ehemaligen Crewmitglied MTK eingespielte Geige auf dem Song.“

Der durch die Tür Geher
Der Song ist der einzige Solotrack des Albums. Nico, der Interpret des Liedes, hat neben dem Text auch den Beat selbst gemacht. Der Refrain des Liedes besteht aus Samples des Songs Los geht’s, welcher zuvor auf dem Mixtape Böhse Enkelz erschienen ist. Der durch die Tür Geher wurde in diesem Song mit den Zeilen: „Ne du kommst nicht rein, ich bin der Türsteher – Was meinste wer ick bin? Der durch die Tür Geher!“ geschaffen. Er rappt auf beiden Songs aus der Sicht eines ungepflegten, pöbelnden Alkoholikers mit berlinerischem Dialekt.

## Chartplatzierungen und Singles
Das Album stieg in der 37. Kalenderwoche des Jahres 2007 auf Platz 9 in die Charts ein und belegte in den folgenden Wochen die Positionen 43, 55 und 83, bevor es die Top 100 verließ. Nach der Wiederveröffentlichung 2008 konnte sich Hahnenkampf nochmals für drei Wochen in den Charts platzieren. Als Singles wurden Ellenbogengesellschaft (Pogen) (nur digital), Geld essen (Ausgestopfte Rapper) (DE #60, 4 Wo.), Spasst (DE #94, 1 Wo.) und Hölle (DE #39, 8 Wo.) ausgekoppelt.

## Verkaufszahlen und Auszeichnungen
Für mehr als 100.000 verkaufte Exemplare erhielt Hahnenkampf im Jahr 2016 in Deutschland eine Goldene Schallplatte.

## Rezeption

### Kritiken
| Professionelle Bewertungen | Professionelle Bewertungen |
| -------------------------- | -------------------------- |
| Kritiken                   |                            |
| Quelle                     | Bewertung                  |
| laut.de                    | [ 9 ]                      |

- Spiegel Online: „K.I.Z., Zöglinge der Berliner Straßenrap-Schmiede Royal Bunker, sind die wichtige, längst fällige Dekonstruktion des deutschen Gangsta HipHop, hart, aber ungerecht, das heißt: polemisch bis an die Schmerzgrenze und über sie hinaus. Ein Comic-Strip des urbanen Irrsinns.“[10]
- Die Zeit: „Während andere Rapper mit aggressiven Abgrenzungsstrategien ihre „Echtheit“ behaupten, präsentiert sich das System K.I.Z. nach allen Seiten offen. Rücksichtslos bedient sich Hahnenkampf im Fundus der Popmusik, bei Disco, Schlager, Punkrock und Techno ebenso wie bei den Ärzten, Grandmaster Flash oder dem Klassiker House of the Rising Sun.“[11]
- laut.de: „65 Minuten Logorrhoe auf dem Gipfel der Geschmacklosigkeit, auf Konventionen und Political Correctness wird gepflegt gekackt. Hahnenkampf hat mit anderen Worten: alles, was ein Royalbunker-Release mit Avancen auf Klassikerstatus ausmacht.“[9]
- MZEE.com: „So gut wie jeder Track […] erweckt in mir das Bedürfnis, Ellenbogen einzusetzen. […] In feinster Battlerap-Manier folgt hier eine Punchline der nächsten. […] Generell zeigt die Band auf der Platte, dass mehr in ihr steckt als lustige Parodien und Wortwitz.“[12]

### Auszeichnungen
Das Album wurde 2007 in der August-Ausgabe des Hip-Hop-Magazins Juice zum Album des Monats gekürt.